# Léopold Ier de Lippe
Pour les articles homonymes, voir Léopold Ier.
Titres
Comte de Lippe-Detmold
1er mai 1782 – 16 décembre 1789
7 ans, 7 mois et 15 jours
1er prince de Lippe
16 décembre 1789 – 4 avril 1802
12 ans, 3 mois et 19 jours
Léopold Ier, né le 2 décembre 1767 à Detmold et mort le 5 novembre 1802 dans cette même ville, est un prince allemand de la maison de Lippe. Il est comte de Lippe-Detmold de 1782 à 1789, puis prince de Lippe jusqu'à sa mort.

## Biographie
Léopold Ier est le fils du comte Simon-Auguste de Lippe et de sa deuxième femme Marie-Léopoldine d'Anhalt-Dessau. Il fait ses études à Dessau, puis à l'université de Leipzig. Il succède à son père à la tête du comté de Lippe-Detmold à sa mort, le 1er mai 1782. Il est élevé au rang de prince en 1789.

## Mariage et descendance
Léopold Ier se marie le 2 janvier 1796 à Ballenstedt avec la princesse Pauline d'Anhalt-Bernbourg (23 février 1769 – 29 décembre 1820), fille du prince Frédéric-Albert d'Anhalt-Bernbourg. Ils ont deux fils :
- Léopold II (6 novembre 1796 – 1er janvier 1851), prince de Lippe ;
- Frédéric (8 décembre 1797 – 20 octobre 1854).